# 静江府城池图

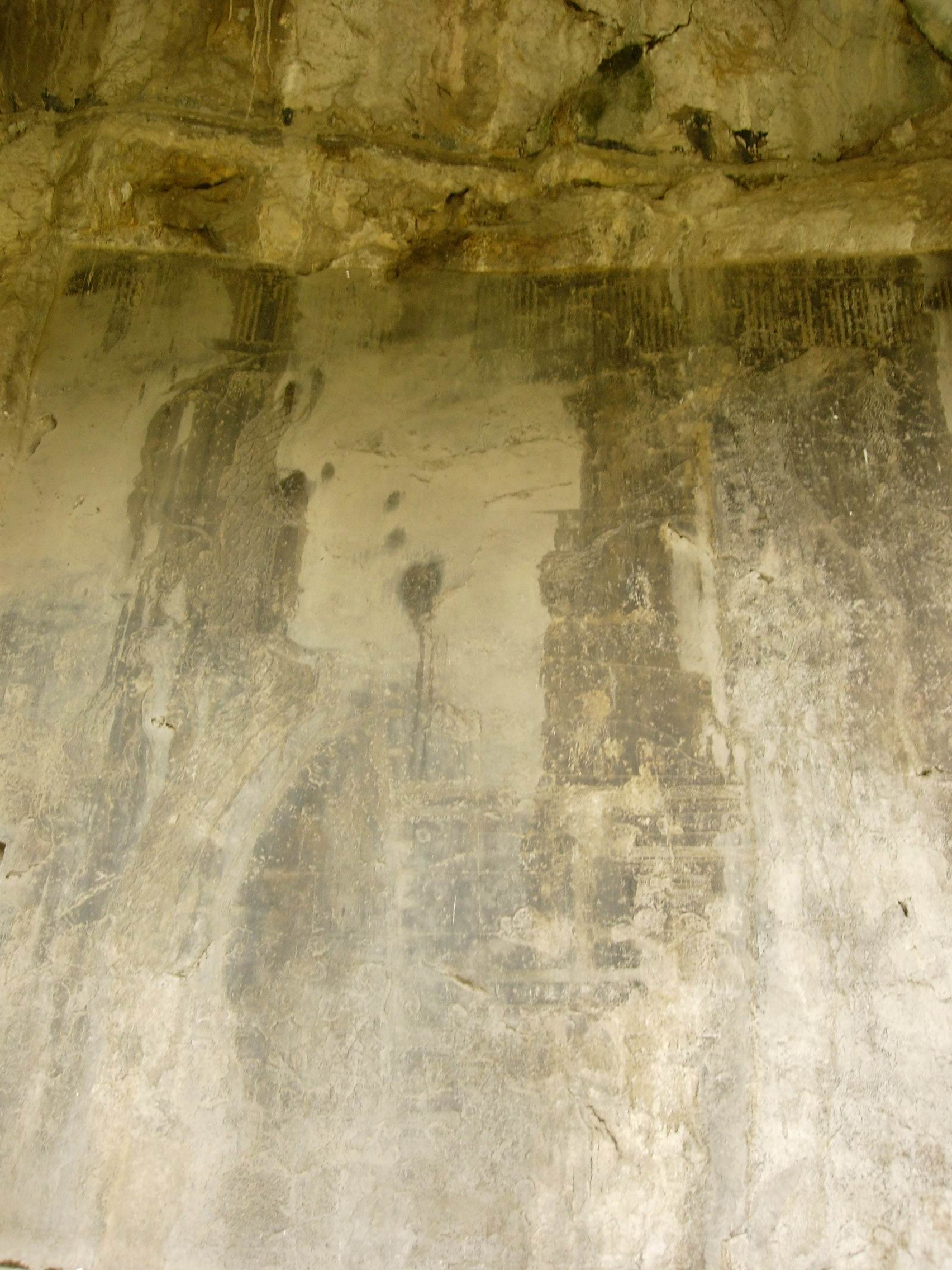
静江府城池图

《静江府城池图》为中国现存历史最早、面积最大的摩崖石刻地图，成于1272年年，位于广西桂林市城北鹦鹉山南面三面亭旁的崖壁上，图宽、高均约3米，纵向比例尺约1:1000、横向比例尺约1:750，五分之一已经剥落。图上主要描述城内屯军戍防状况，详细标注城内军事设施，共使用35种符号，多数符号与现代地图符号相似。图上方文字记载了城池建筑过程。该石刻现属于全国重点文物保护单位桂林石刻之鹦鹉山石刻。

## 历史
地图上方碑文对桂林筑城历史有清晰记载。北宋皇祐年问，广西经略使余靖为首次修建城墙。南宋末年，为抵挡元军南下，广西制置使李曾伯开始修建静江府（今桂林市）新城池，共筑新城墙七百二十丈，疏浚护城河一千八百八十九丈（比现在的“丈”小），建敌台五十四座。继任的经略使朱祀孙又筑城墙五百六十丈，疏浚城壕若干（缺字）丈，敌楼十六座，瓮城一座，城门两座，女墙三百九十一个。第三任经略使赵汝霖建造沿江泊岸石城七百五十八丈四尺。继任的经略使胡颖将城池向北扩展，利用今鹦鹉山与铁封山间的狭窄通道作为北门，修建瓮城，并在鹦鹉山上修建三面亭一座。完工后，咸淳八年（公元1272年）绘制此图。